# Раи (Тверская область)
Раи — деревня в Бежецком районе Тверской области. Входит в состав Моркиногорского сельского поселения.

## География
Находится в восточной части Тверской области на расстоянии приблизительно 31 км по прямой на юго-запад от районного центра города Бежецк.

## История
Деревня была отмечена еще на карте Менде (состояние местности на 1848 год). В 1859 году здесь (деревня Бежецкого уезда Тверской губернии) был учтен 21 двор, в 1978 — 22.

## Население
Численность населения: 133 человека (1859 год), 6 (русские 100 %) в 2002 году, 1 в 2010.